# Gloomhaven
Gloomhaven es un juego de tablero cooperativo de género fantástico diseñado por Isaac Childres y publicado en 2017 por Cephalofair Games. Se trata de un juego de mazmorras basado en campañas con una historia en árbol que dispone de 95 escenarios diferentes, 17 clases de personaje jugables y más de 1.500 cartas, en una caja que pesa unos 10 kilogramos.      
Gloomhaven se juega en campañas en las que los jugadores intentan vencer en escenarios basados en el combate de escaramuzas tácticas contra los enemigos, que aumenta de dificultad en función del número y nivel de los jugadores. El juego admite entre uno y cuatro jugadores, es cooperativo y se basa en una campaña con formato de mundo persistente, en la que las decisiones y eventos de cada escenario afectan al desarrollo de la historia, utilizando pegatinas que se colocan en el tablero y cartas y sobres cerrados que se abren cuando se cumplen ciertos criterios.

## Premios y nominaciones
Gloomhaven consiguió en 2017 la posición de mejor juego de tablero para BoardGameGeek. Además, entre otras distinciones, ha obtenido las siguientes:
- 2020 Nominado al premio As d'Or en la categoría de juegos para jugadores expertos.
- 2018 Ganador del premio Origins al mejor juego del año.
- 2018 Ganador del premio Origins al mejor juego de mesa del año.
- 2017 Nominado al premio Meeples Choice Award.
- 2017 Nominado al premio International Gamers Award en la categoría de mejor juego de estrategia multijugador.
- 2017 Ganador del premio Golden Geek en las categorías de juego de mesa del año, juego de mesa temático, juego de mesa estratégico, juego de mesa más innovador, mejor juego de mesa solitario y mejor juego cooperativo.